# Heterusia eruptiva
Heterusia eruptiva är en fjärilsart som beskrevs av Max Joseph Bastelberger 1908. Heterusia eruptiva ingår i släktet Heterusia och familjen mätare. Inga underarter finns listade i Catalogue of Life.